# Porcupinychus hermanniae
Porcupinychus hermanniae är en spindeldjursart som beskrevs av Meyer 1974. Porcupinychus hermanniae ingår i släktet Porcupinychus och familjen Tetranychidae. Inga underarter finns listade i Catalogue of Life.